# Sanal Edamaruku
Pour les articles homonymes, voir Edamaruku.
 (mars 2015).
Si vous disposez d'ouvrages ou d'articles de référence ou si vous connaissez des sites web de qualité traitant du thème abordé ici, merci de compléter l'article en donnant les références utiles à sa vérifiabilité et en les liant à la section « Notes et références ».
Sanal Edamaruku est un rationaliste et écrivain indien. C’est le fondateur-président et éditeur de Rationalist International, président de l’Indian Rationalist Association et l’auteur de 25 livres et de nombreux articles.

## Biographie
Edamaruku est né en 1955 à Thodupuzha, Kerala, Inde, de Joseph Edamaruku, écrivain indien, et de Soley Edamaruku. Né d’un couple mixte (hindou chrétien), il a été éduqué sans influences religieuses spécifiques. À la demande de ses parents, il a été le premier étudiant indien enregistré à l’école comme « n’appartenant à aucune religion ».
A l’âge de 15 ans, il devint un activiste rationaliste, après avoir assisté à la mort d’un athlète, à la suite du refus de traitement médical de la part de sa famille qui croyait au pouvoir de guérison grâce à la foi. En 1977, il est diplômé en Sciences politiques à l’Université du Kerala.
En 1980, il se perfectionne à la School of International Studies de la Jawaharlal Nehru University (JNU), à New Delhi. Pendant la période où il écrit sa thèse de doctorat, il commence à travailler pour la Afro-Asian Rural Reconstruction Organisation. Il abandonne ce poste en 1982 pour se consacrer davantage à la Indian Rationalist Association et à la publication de ses propres travaux. Il a aussi un diplôme de journaliste.

## Militant rationaliste
Edamaruku devint militant de la Indian Rationalist Association (IRA) A l’âge de 15 ans ; avant d’en devenir le président en 2005, il en était le Secrétaire général depuis 1983, et il a été le directeur de son organe officiel, Modern Freethinker. Ses nombreux livres et articles traitent essentiellement de la pensée rationnelle et cherchent à combattre la superstition en Inde. Ses publications dans le Rationalist International ont été traduites en anglais, en français, en allemand, en espagnol et en finnois.
Edamaruku a été élu membre, en février 2011, du Committee for Skeptical Inquiry et membre honoraire de la New Zealand Association of Rationalists and Humanists et de la Rationalist Association qui a eu parmi ses membres honoraires Bertrand Russell, HG Wells, Albert Einstein, Sigmund Freud et Francis Crick.
Il a fait des enquêtes et des démonstrations qui ont contribué à démasquer des mystifications perpétrées par des santons et des gourous et il a aussi conduit des campagnes contre la superstition dans les villages indiens. Il définit cette activité comme un « Rationalist Reality Theatre ». Ces enquêtes ont attiré l’attention de la presse et de la TV de toute l’Asie. Dans le film documentaire Gourou Busters, Edamaruku, avec un groupe de rationalistes militants dans ce domaine, démontre publiquement au Kerala comment il est possible d’exécuter des tours apparemment surnaturels.
Il a contribué à donner vie à l’Indian Atheist Publishers, aujourd’hui la maison d’édition principale qui s’occupe de la pensée critique en Asie. Il a organisé trois International Rationalist Conferences, qui ont eu lieu en 1995, en 2000 et en 2002.
En décembre 2013, Edamaruku, dans son blog, a annoncé le lancement d’un nouveau quadrimestriel en langue anglaise, The Rationalist. Y collaboreront des rationalistes de niveau international, de différents continents, et les thèmes traités auront principalement pour objet les sciences, la rationalité, la pensée critique et les droits de l’Homme.

### Le grand défi tantrique
Le 3 mars 2008, au cours d’un débat télévisé, Edamaruku défia un maître de Tantra de démontrer ses pouvoirs en le tuant avec le seul usage de sa magie. Le spectacle télévisé en direct de la TV indienne, au cours duquel le maître de Tantra chanta des mantras et exécuta des rituels, fut très suivi. Après que ses tentatives eurent failli, le maître de Tantra dit qu’Edamaruku devait être sous la protection d’un dieu puissant. Edamaruku lui répondit qu’il était athée.

### 2012: Le procès pour blasphème
En mars 2012, Edamaruku enquêta sur le cas d’un crucifix de l’église Notre Dame de Velankanni, à Mumbai, des pieds duquel de l’eau suintait. Ses recherches mirent en évidence que l’égouttement était dû à la capillarité, à la suite de l'engorgement d’un tuyau.
En avril 2012, l’Église catholique de Mumbai présenta, à des différents commissariats de la ville, des plaintes en vertu de l’article 295A du Code
pénal indien. En vigueur depuis 1927, l’article 295A dit : « Quiconque avec l’intention délibérée et malveillante porte outrage aux sentiments religieux d’une quelconque classe sociale de (citoyens indiens), (par l’intermédiaire de mots, verbalement ou par écrit, ou par l’intermédiaire de gestes ou représentation visible ou de tout autre façon), offense ou cherche à offenser la religion ou les croyances religieuses de cette classe sociale, sera puni d’emprisonnement, jusqu’à trois ans, ou d’une amende ou des deux.
L’archevêque de Mumbai demanda à Edamaruku de s’excuser de façon à obtenir, en échange, le retrait de la plainte mais la All India Catholic Union affirma que la loi était appliquée de façon incorrecte. Colin Gonsalves, fondateur de l’India Center for Human Rights and Law, affirma que, à son avis, aucun délit n’avait été commis. D’autres personnes ont pris publiquement sa défense, comme Vishal Dadlani et James Randi du James Randi Educational Fondation (JREF) qui ouvrit
une page pour soutenir Edamaruku. Le 31 juillet 2012, Edamaruku se réfugia en Finlande pour éviter un possible emprisonnement pour un temps indéterminé.

### Opinions
Il parle souvent de la pratique dangereuse en puissance dans les croyances superstitieuses comme l’astrologie hindoue très répandue dans la société indienne. Il est un commentateur fixe dans différentes chaînes télévisées indiennes à propos de superstitions et croyances aveugles et une voix importante pour la défense de la raison et de la pensée scientifique en Inde. Il a aussi tenu des conférences dans différents pays, entre autres aux USA et plusieurs pays européens.
Les gourous indiens ont été souvent accusés de s’adonner à des activités criminelles, sous la robe safran qui leur amène des adeptes, notoriété et argent. D’après Edamaruku, beaucoup sont des charlatans et certains d’entre eux ont cumulé de grandes richesses et des propriétés grâce à leurs « miracles » qui ne sont rien d’autre que de la dextérité.

## Notice rouge d'Interpol
En 2020, les autorités indiennes ont émis une notice rouge d'Interpol contre Sanal Edamaruku, résidant en Finlande. La notice rouge, une demande de localisation et d'arrestation provisoire d'individus en attente d'extradition ou de poursuites, a été demandée par le Central Bureau of Investigation (CBI) après qu'Edamaruku ait été accusé d'avoir escroqué une employée du gouvernement, Prameela Devi, de €19,350(₹15 lakhs). Devi, également rationaliste, a allégué qu'Edamaruku lui avait promis un visa, un emploi et un permis de séjour en Finlande  en échange de l'argent, faisant même pression sur elle pour obtenir un prêt bancaire afin d'acquérir la somme,. La police d'Alappuzha Nord a enregistré une plainte contre Edamaruku en 2018 pour tricherie et abus de confiance après que Devi a signalé qu'Edamaruku avait cessé toute communication et bloqué ses appels après avoir reçu les fonds. Le tribunal d'instance en chef d'Alappuzha a par la suite émis un mandat d'arrêt contre Edamaruku. Devi a demandé l'extradition pour terminer la procédure judiciaire en Inde. En réponse aux allégations, Sanal Edamaruku a précisé via son blog qu'il avait en effet proposé un emploi à Prameela Devi à la suite d'un entretien en ligne, mais qu'elle avait refusé le poste.